# Загродське
Загродське (до 2016 — Комунар) — селище в Україні, у Новоушицькій селищній територіальній громаді Кам'янець-Подільського району Хмельницької області.

## Назва
До 2016 року селище мало назву Комунар. 19 травня 2016 постановою Верховної Ради України його було перейменовано на Загродське в рамках декомунізації. Селище названо на честь генерал-хорунжого армії УНР Олександра Загродського, який 28 вересня 1920 року на чолі Першої Армії УНР здобув перемогу над частинами Червоної Армії поблизу сучасної території селища.

## Історія
З 1991 року в складі незалежної України.
20 серпня 2015 року шляхом об'єднання сільських рад, село увійшло до складу Новоушицької селищної громади.
До адміністративної реформи 19 липня 2020 року село належало до Новоушицького району, після увійшло до складу Кам'янець-Подільського району.

## Населення
Населення становить 362 осіб.

### Мова
У селі поширені західноподільська говірка та південноподільська говірка, що відносяться до подільського говору, який належить до південно-західного наріччя.
Розподіл населення за рідною мовою за даними перепису 2001 року:
| Мова                | Відсоток |
| ------------------- | -------- |
| українська          | 96,41%   |
| російська           | 3,04%    |
| інші/не визначилися | 0,55%    |

## Символіка

### Герб
Щит у золотистій оправі, фон – лазурового кольору. У верхній частині щита зображено дві яблуневі гілки з квітами, що схрещенні між собою, а між ними – жовті плоди яблук. У нижній частині щита – нахилений глечик. Це символізує розвиток та процвітання садівництва.

### Прапор
Прямокутне полотнище блакитного кольору. У лівій верхній частині розміщено дві яблуневі гілки з квітами, що схрещенні між собою, а між ними – жовті плоди яблук, що символізує розвиток та процвітання садівництва.